# Herodias
Herodias, född 15 f.Kr, död efter år 39 e.Kr, var en prinsessa ur den Herodianska dynastin. Hon var dotter till Aristobulus IV och Berenice och gift med Herodes II och Herodes Antipas. Herodias är främst känd för den roll hon spelade då hon med hjälp av sin dotter Salome fick sin andre make Herodes Antipas att avrätta Johannes Döparen.

## Biografi
Herodias var dotter till prins Aristobulus IV och Berenice. Hon var därmed sondotter till kung Herodes den store. Hon var syster till Herodes av Chalkis, Agrippa I, Aristobulus Minor och Mariamne III.

### Första äktenskapet
År 7 f.Kr. lät hennes farfar Herodes den store avrätta hennes far och farbror. Han förlorade därefter Herodias med hennes halvfarbror Herodes II. Markusevangeliets uppgift om att Herodias skulle ha varit gift med en man vid namn Philip stämmer inte med verkligheten. Herodias fick ett barn med sin förste make: dottern Salome.
Äktenskapet ifrågasattes av hennes farbror Antipater II. Antipater avrättades tre år senare efter ett mordförsök mot sin far. Hennes make stod då i tur för att bli Herodes den stores tronföljare. Han blev dock utesluten eftersom hans mor hade känt till, men underlåtit att stoppa, planerna på en kupp.

### Andra äktenskapet
Herodias tog ut skilsmässa från sin förste make på eget initiativ, vilket inte var tillåtet enligt judisk lag. Tidpunkten för skilsmässan är okänd, men det bör ha varit före år 33, eftersom hennes första make avled det året. Hon gifte därefter om sig med Herodes Antipas av Galiléen. Huruvida paret fick några barn är okänt. Äktenskapet var politiskt känsligt. Herodes Antipas skilde sig från sin första maka Phasaelis av Nabatea, som flydde till sin far Aretas IV av Nabatea. Krig utbröt mellan Nabatea och Herodes Antipas, som tvingades vädja om romersk bistånd av kejsar Tiberius.
Det var efter hennes omgifte som den berömda scenen ägde rum där hennes dotter Salome dansade för sin styvfar Herodes Antipas, och på Herodias inrådan bad att få Johannes Döparens huvud på ett fat. Det ska ha ägt rum år 30, eftersom Johannas Döparen avled det året.
Herodes Antipas anklagades av sin brorson Agrippa I för att konspirera mot kejsar Caligula, som år 39 sände Herodes Antipas i exil till Gallien. Herodias följde med sin make till Gallien år 39, men det är inte känt vad som hände med dem efter detta år.

## Johannes Döparen
Herodias andre make var halvbror till hennes förste make, och äktenskapet ifrågasattes på religiös grund av Johannes Döparen, som menade att det var ogiltigt på grund av släktskap i förbjudna led. Bibeln beskriver historien om hur Herodes Antipas fängslade Johannes Döparen, men sedan halshögg honom på begäran av sin styvdotter-brorsdotter Salome, sedan han hade lovat henne att uppfylla vilken önskan hon än hade, efter att hon uppträtt inför honom och hans gäster genom att dansa. Detta borde ha hänt år 30, som anges som Johannes Döparens dödsår. Huruvida denna händelse faktiskt inträffade i verkligheten är okänt. Det har föreslagits att berättelsen i själva verket var inspirerad av konflikten mellan Ahab, Jisebel och profeten Elia.

## Eftermäle
Under medeltiden uppkom en tro på att Herodias var en övernaturlig ledare för en hemlig häxkult i Europa, och var synonym med gudinnorna Diana, Holda och Abundia. Berättelsen om Herodias, Salome och Johannes Döparen blev ett vanligt motiv inom konsten medeltiden och renässansen inom den genre som kallas "Kvinnomakten", och scenen där Salome räcker Johannes Döparens huvud på ett fat till sin mor vid festbordet var ett särskilt vanligt motiv.
Asteroiden 546 Herodias är uppkallad efter henne.

### Fotnoter
1. ↑  Union List of Artist Names, 29 juni 2017, ULAN: 500354948, läs online, läst: 9 maj 2022.[källa från Wikidata]
2. ↑  Theissen, Gerd. The Shadow of the Galilean: The Quest of the Historical Jesus in Narrative Form. Philadelphia: Fortress, 1987.